# Elite Prospects
Elite Prospects är en svenskägd statistikdatabas och transferportal för ishockey.
Elite Prospects grundades i december 1999 i Kalmar av dåvarande studenten Johan Nilsson. I början var sajten i huvudsak en nyhetsbaserad webbplats där svenska hockeyhändelser presenterades på engelska, men tog gick inriktningen över till att fokusera på statistik och transfers vilket fick sajten att växa. Databasen omfattar statistik för lag i diverse senior- och juniorserier i Sverige samt från de största ligorna i Nordamerika och Europa. Ca 100 stycken volontärer över hela världen hjälper till och erbjuder sina tjänster för Elite Prospects. Under 2019 hade Elite Prospects en miljon unika besökare i veckan.